# عصام شرف الدين
عصام سعيد شرف الدين شهيب (1954 -) صيدلي وسياسي لبناني يشغل منصب وزير المهجرين في حكومة نجيب ميقاتي منذ سبتمبر 2021.

## حياته العلمية
ولد عصام شرف الدين في مدينة عاليه عام 1954، أنهى المرحلة التعليمية الثانوية في الجامعة الوطنية في عاليه عام 1972، وحصل على شهادة الصيدلة من الجامعة الأميركية في بيروت عام 1976.

## حياته العملية
عمل في مهنة الصيدلة حتى بداية التسعينيات توجه بعدها إلى العمل في مجال الصناعة خاصة في صناعة الصابون ومواد التجميل والتنظيف، وهو مؤسس وشريك أساس في المؤسسة الصناعية مختبرات شرف الدين الصناعية لصناعة مواد التجميل والصابون، ومستشار لرئيس الحزب الديموقراطي اللبناني النائب طلال أرسلان، وعضو في جمعية الصناعيين اللبنانيين منذ سنة 1991، وكان نائب رئيس نقابة الصناعات الكيميائية ورئيس أسبق مؤسس لجمعية صناعيي عاليه، وفي 2019، أصبح رئيسًا مؤسسًا لنادي عاليه للدراجات الهوائية، كما أنه ناشط بيئي، ساهم في إنشاء محمية تشجير أرز شويا.